# Sant Vicenç de Verders
L'ermita de Sant Vicenç de Sarriera o de Verders és una església romànica al bosc de Can Deu, al municipi de Sabadell, catalogada com a bé cultural d'interès local.

## Descripció
Presenta característiques preromàniques i llombardes. La porta principal dona a l'oest i la lateral al sud, i ambdues tenen un arc de mig punt, i a sobre de la primera hi ha una petita obertura amb les mateixes característiques.
Té una sola nau amb volta de canó i un absis semicircular decorat amb arcuacions llombardes damunt d'una finestra central de doble esqueixada. Actualment, tota la teulada és de lloses, tot i que abans només n'hi havia a l'absis. La coberta, de teula, és a dues vessants i de teula.

## Història
Originalment era al sud del poble de l'Esquirol, al costat del mas Verders, del que es va convertir en magatzem. El 1962, quedà submergida dins del pantà de Sau, i entre finals del 1973 i inicis del 1974, aprofitant el baix nivell de les aigües, fou desmuntada pedra a pedra i reconstruïda al darrere de la masia de Can Deu. Les obres es dugueren a terme amb l'ajut econòmic de la Caixa de Sabadell i sota la direcció de l'arquitecte Camil Pallàs, del Servei de Catalogació i Conservació de Monuments de la Diputació de Barcelona.